# Liste des lieux de culte de Vesoul

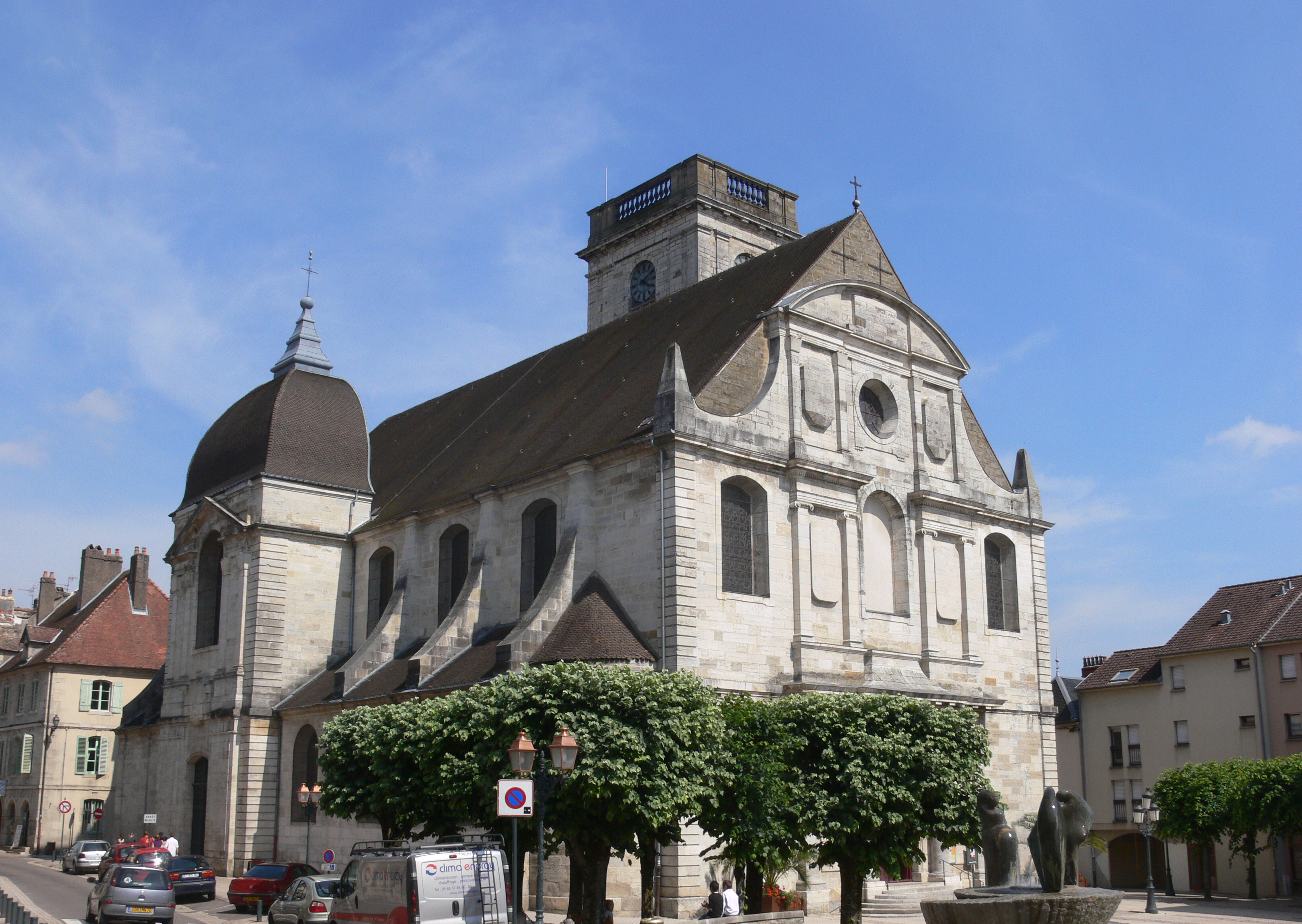
Église Saint-Georges

La liste des lieux de culte de Vesoul recense les lieux (actuels et anciens) affiliés au culte dans la ville de Vesoul (Haute-Saône).

## Chrétien

### Catholique
Plusieurs lieux de culte catholiques sont localisés dans la commune de Vesoul dont des églises, des couvents et des chapelles.
Située au cœur du quartier du Vieux-Vesoul, l'église Saint-Georges est le plus important et ancien lieu de culte de la ville. Constituée d'une imposante façade d'architecture classique, elle a été construite de 1735 à 1746 par Jean-Pierre Galezot et Jean Querret. L'église est doté d'une nef, de deux bas-côtés est également de six chapelles sur les côtés. L'église Saint-Georges abrite plusieurs œuvres telles que des tableaux et des sculptures. L'édifice fait l'objet d'un classement au titre des monuments historiques,. L'église du Sacré-Cœur, appelé communément église du Boulevard, fut édifiée avant le début de la Première Guerre mondiale. Sise dans le sud de la ville (rue Jules Ferry), l'église est dotée d'un haut clocher. Quant à elle, l'église Saint-Joseph, bâtie durant la deuxième moitié du XXe siècle, est localisée 4 rue de la 1re DFL dans le quartier des Rêpes. Il s'agit de l'église la plus récemment érigée dans la commune.
- Église Saint-Georges , place de l'Église
- Église du Sacré-Cœur , rue Jules Ferry
- Église Saint-Joseph, 2 rue de la Pépinière
- Chapelle Notre-Dame-de-la-Motte
- Chapelle ancien hôpital Paul Morel, 60 rue Baron Bouvier
- Chapelle ancien orphelinat, institution Bourdault, 73 rue Baron Bouvier
- Couvent des Ursulines, rue des Ursulines
- Chapelle de l'hôtel de ville, rue Paul Morel

La chapelle Notre-Dame-de-la-Motte est l'un des monuments religieux les plus renommés de Vesoul. Dominant la cité à plus de 375 mètres d'altitude au sommet de la colline de la Motte, l'édifice a été inaugurée en 1857. De style gothique, la chapelle a été fondée par l'architecte Feyrier. D'une hauteur de plus de 3.50 mètres, le monument abrite une représentation statuaire de la vierge Marie.
Au début du XVIIe siècle, quatre couvents sont créés pour l'aide de la vie religieuse en communauté : le couvent des Ursulines, le couvent des Jésuites, le couvent des Capucins et le couvent des Annonciades.

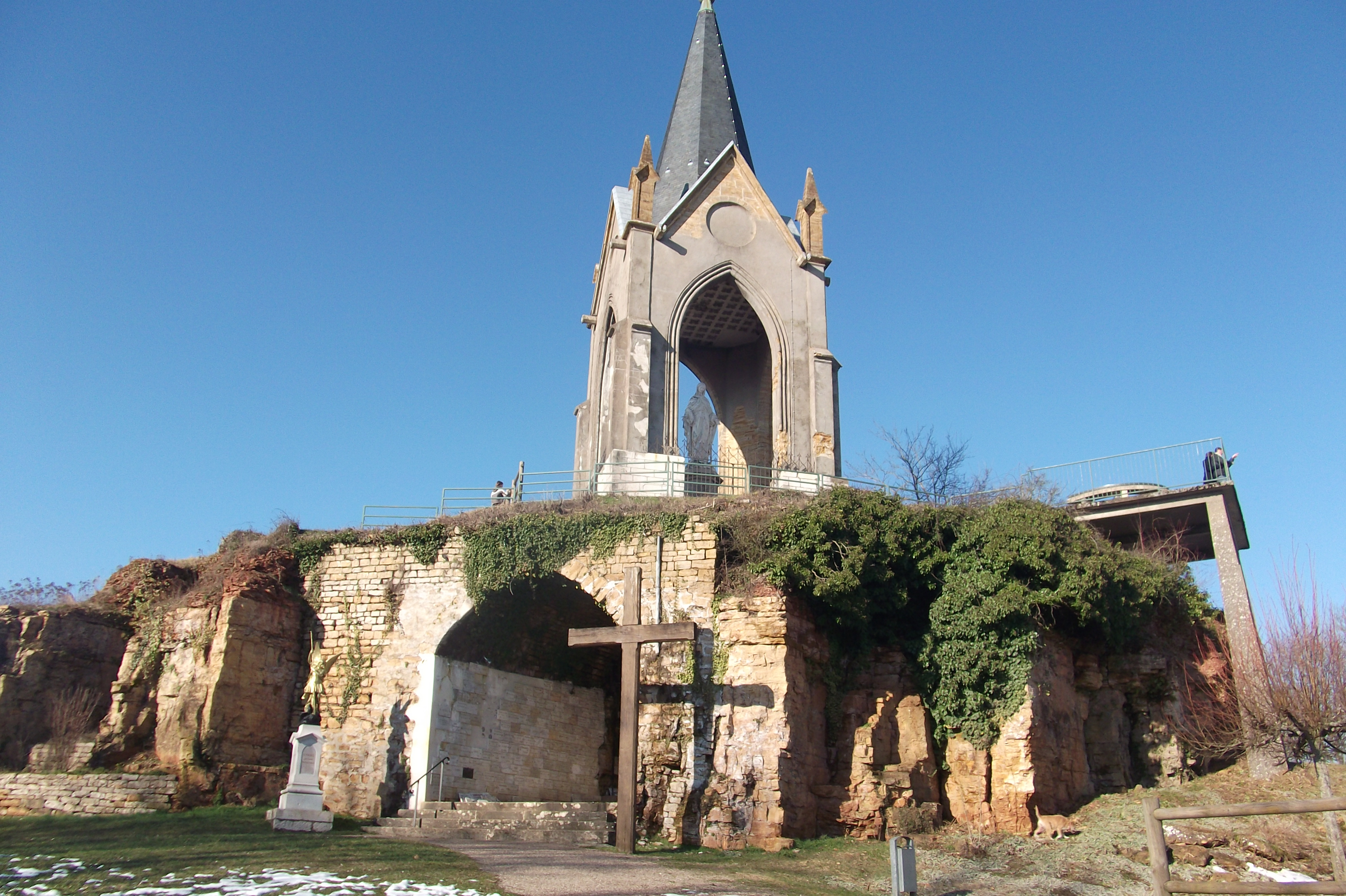
Chapelle Notre-Dame-de-la-Motte
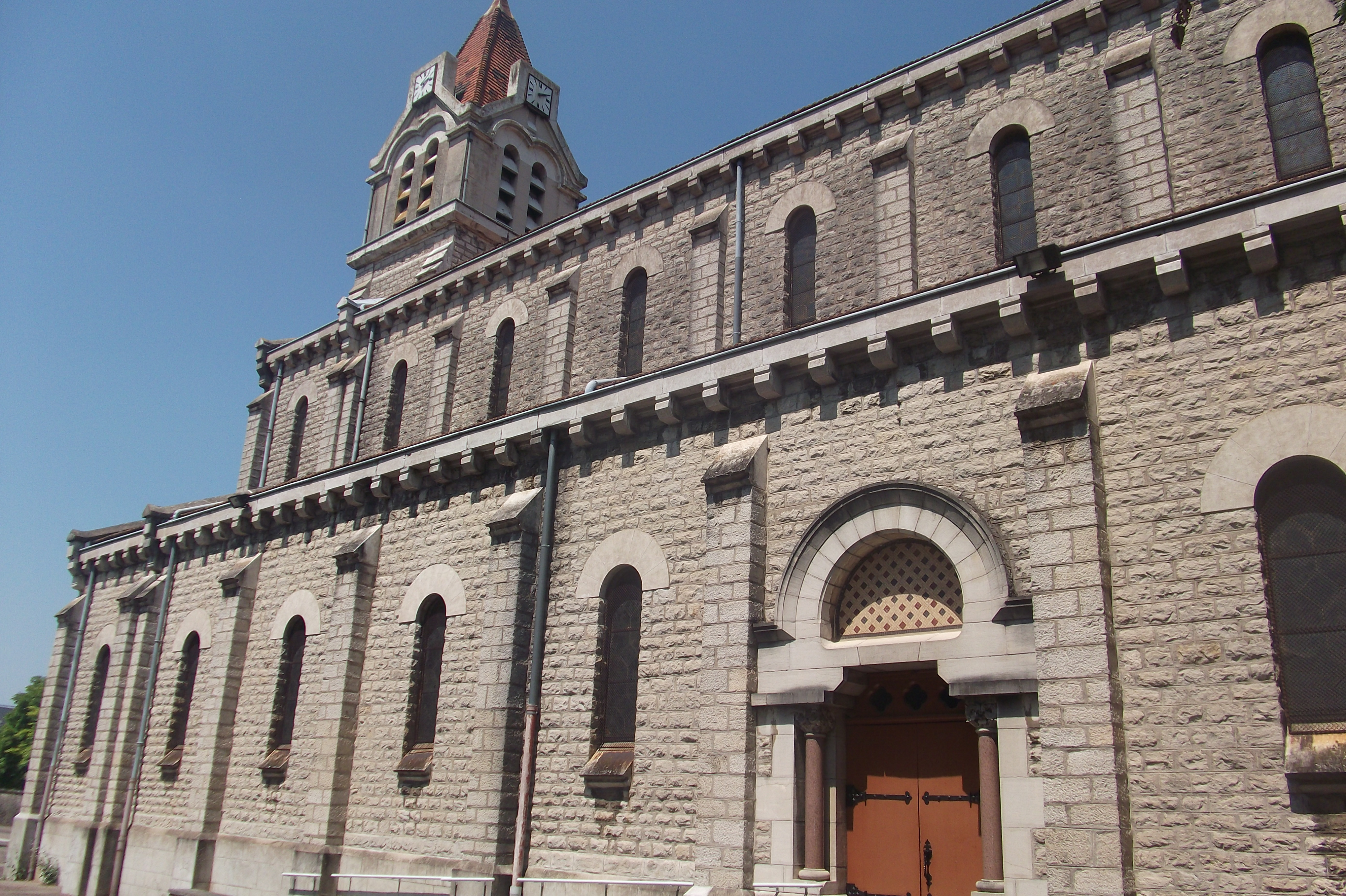
Église du Sacré-Cœur
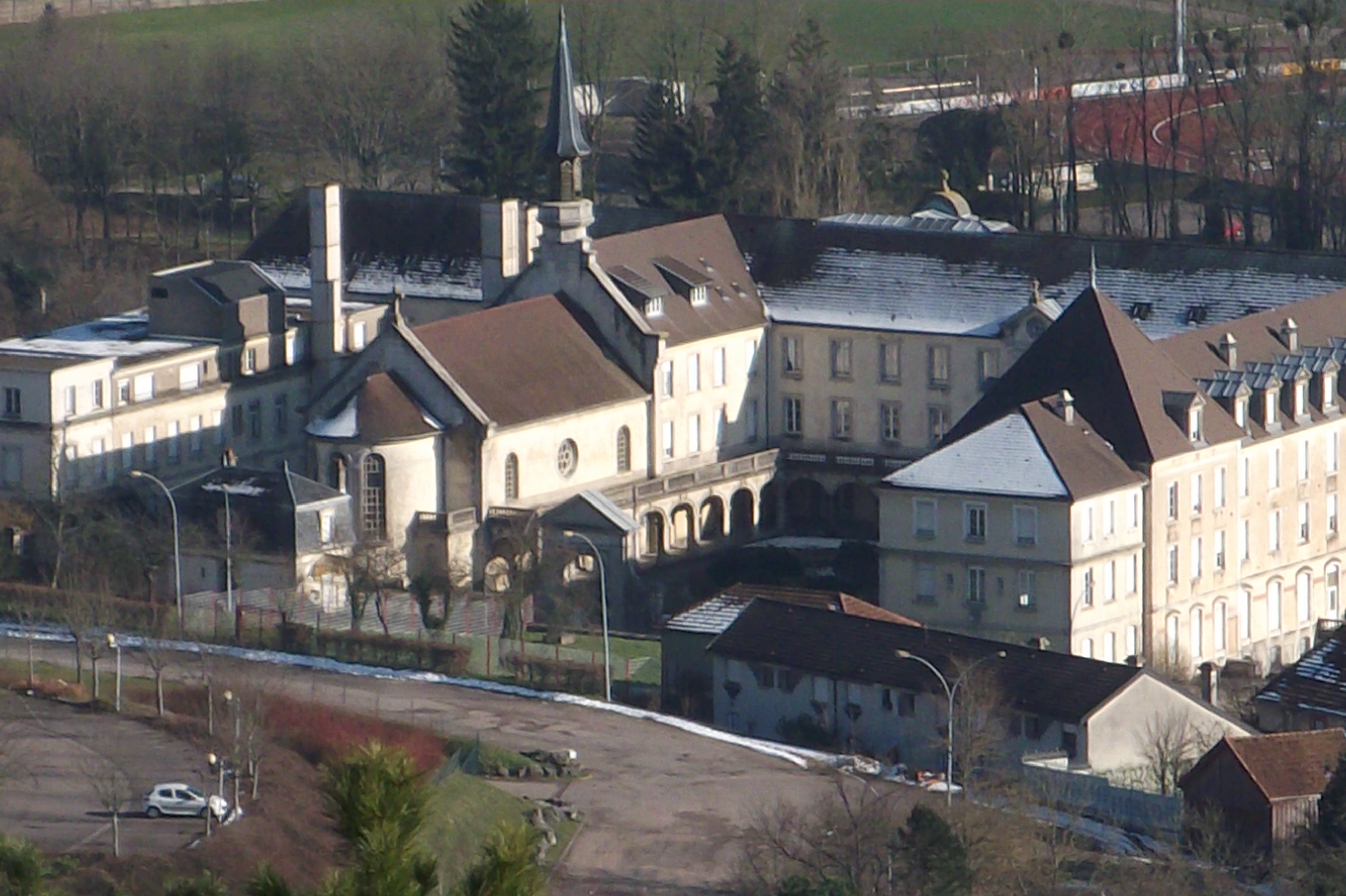
Chapelle de l'hôpital
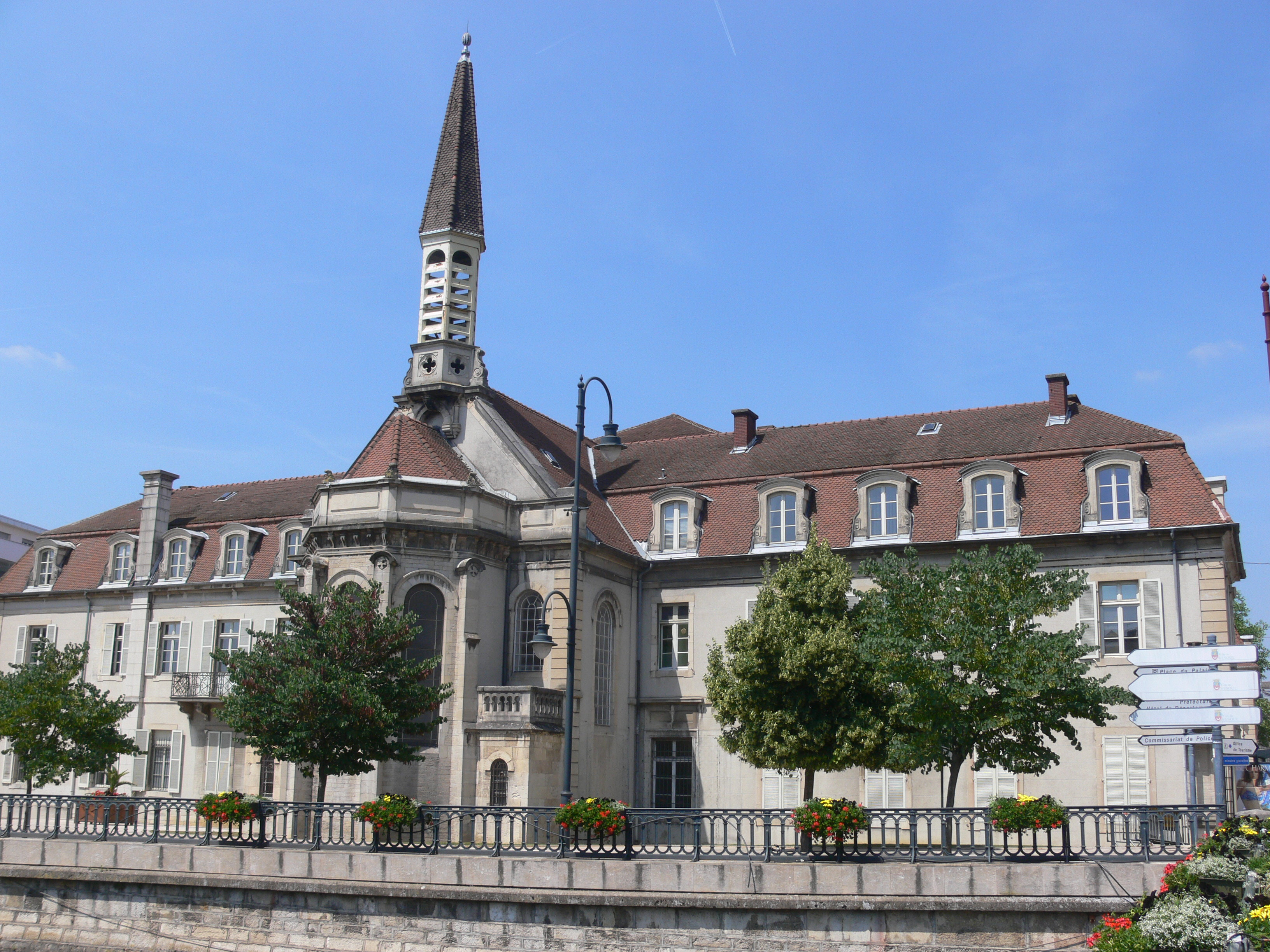
Chapelle de l'hotel de ville
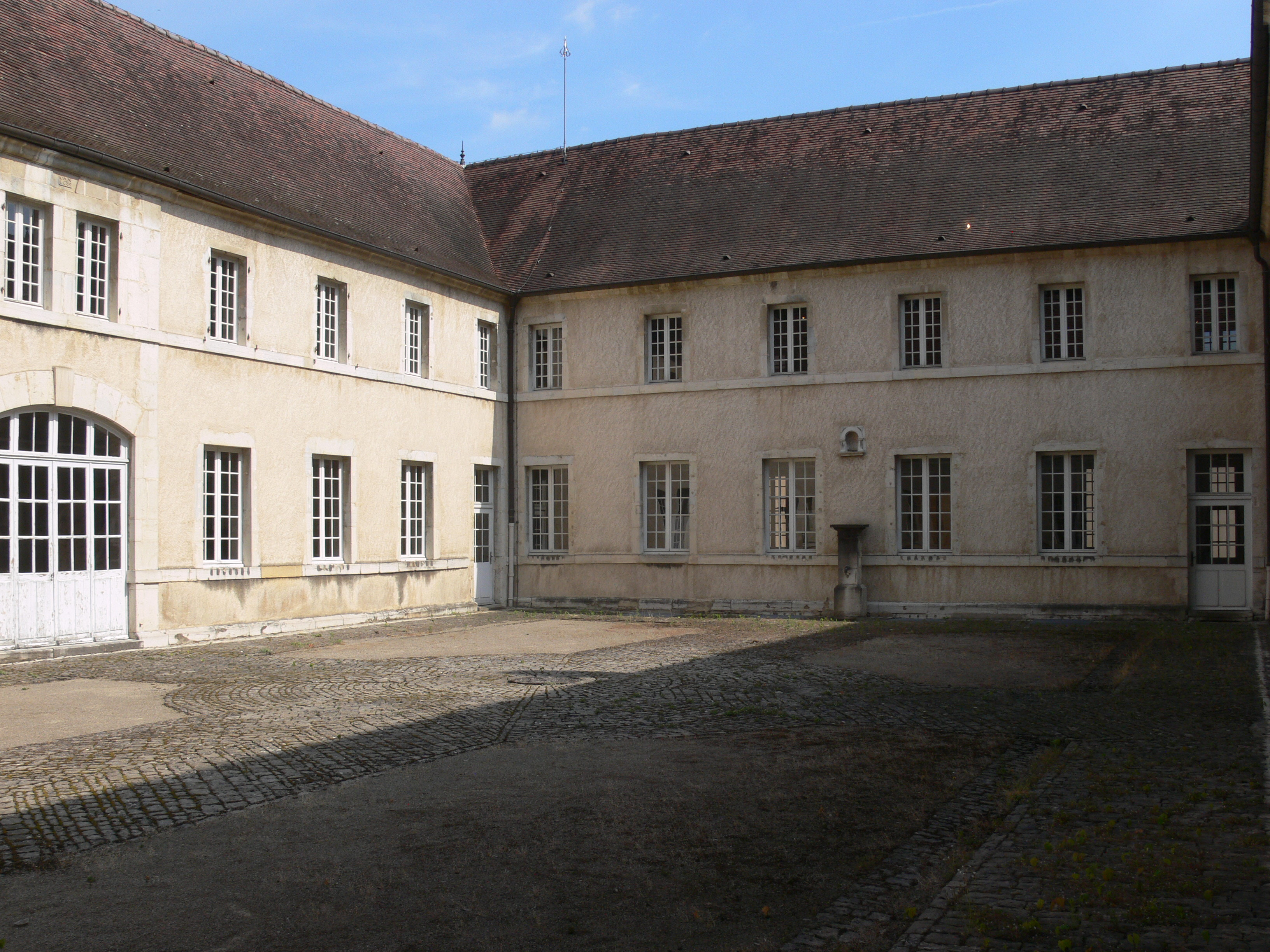
Couvent des Ursulines

### Protestant

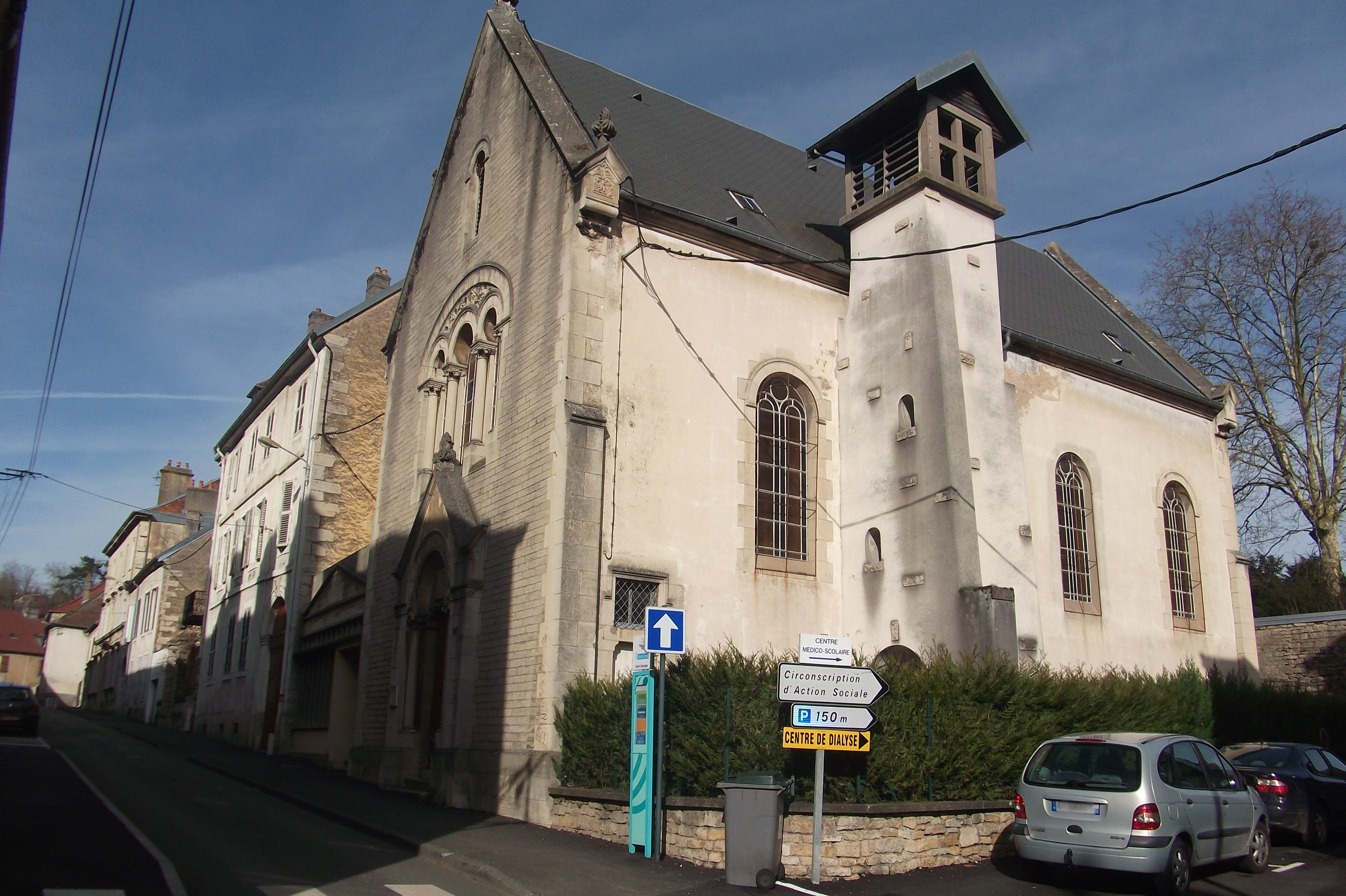
Temple protestant de Vesoul

La ville compte quelques bâtiments de cultes protestants dont le principal est le temple protestant de la rue Saint-Georges. À la suite de la constitution de la communauté protestante de Vesoul dans les années 1850, l'élévation d'un édifice protestant est convoitée. Grâce aux nombreuses actions menées par le pasteur Racine de 1863 à 1866, le temple protestant est bâti et inauguré le 16 juin 1866. Le fronton de la porte d'entrée de l'édifice est formé par une voûte est une croix du Christ domine le bâtiment,.
Un lieu de culte appartenant à l'Église Evangélique Baptiste est située à Vesoul (rue Jean-Moulin). Aussi, une église Evangelique Luthérienne est localisée 14 rue Gustave Courtois.

### Jéhovah
La communauté des Témoins de Jéhovah est également présente à Vesoul. Elle dispose notamment de la Salle du royaume, située rue du Grand Chanois, au nord de la ville, dans le quartier des Rêpes.

## Juif

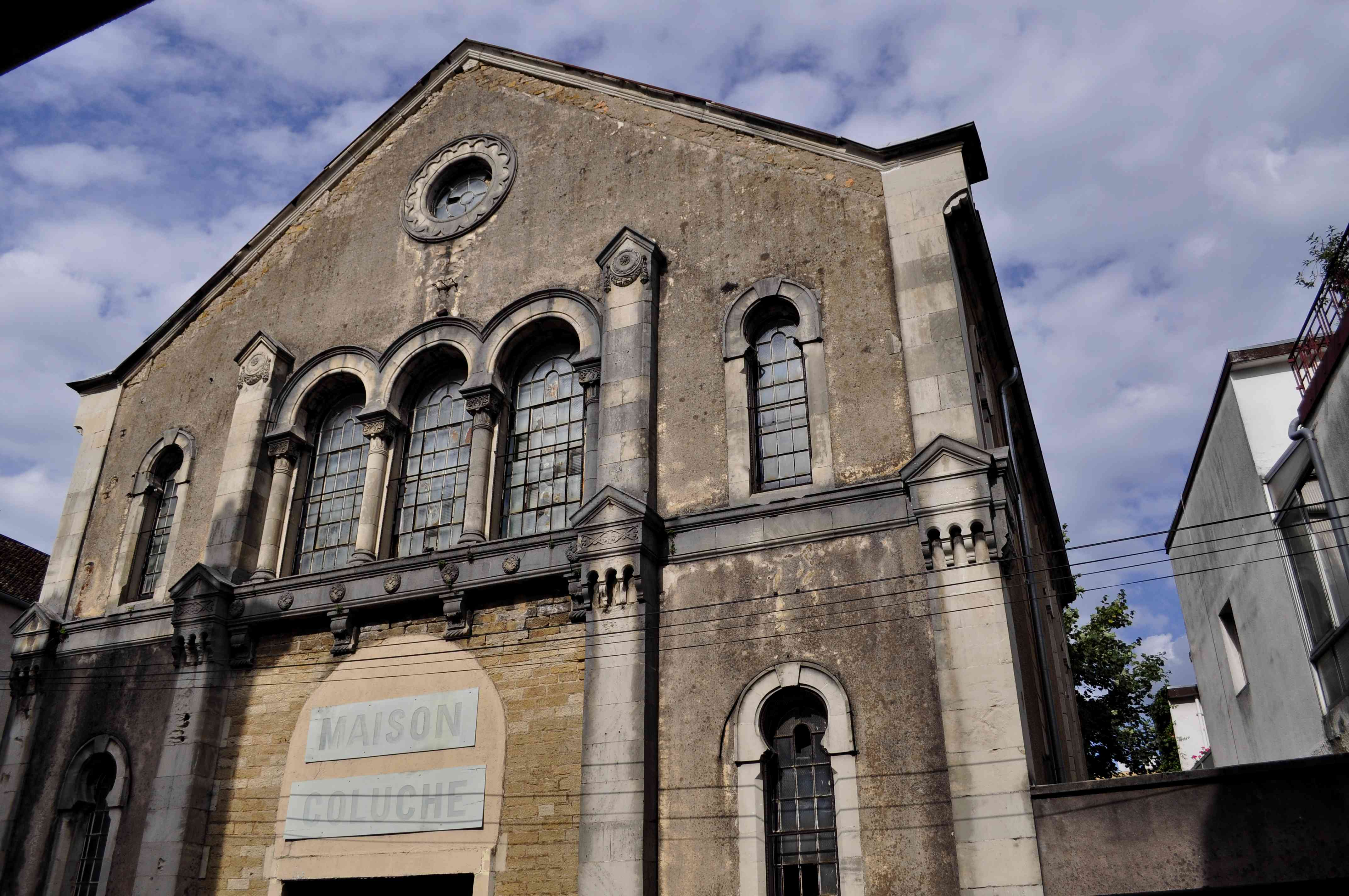
Synagogue de Vesoul

Actuellement la commune ne possède plus de lieux de culte juifs néanmoins elle en a disposé durant plusieurs siècles car la cité était l'une des principales villes de rassemblement de juifs en France notamment en étant l'une des plus importantes places commerciales et ainsi que le siège du consistoire israélite. 
Au Moyen Âge, une synagogue était localisée dans la Grande-Rue, à proximité de l’impasse de la Charité. Au XIXe siècle, un véritable lieu de culte est élevé : la synagogue de Vesoul. Elle a été construite en 1875 de forme rectangulaire. Située au 11 bis rue du Moulin-des-Prés, elle est de style mauresque. En 1945, la synagogue a été désaffectée et est depuis réaménagée en local commercial. Elle est inscrite au monuments historiques depuis le 5 décembre 1984.

## Musulman
La ville de Vesoul possède une mosquée, nommée mosquée Arrahma. Elle possède un dôme ainsi qu'un minaret. Dirigée par l'Association Franco-Musulmane de Vesoul, l'édifice est situé 34 rue du Maréchal Juin, au Montmarin, quartier qui compte une forte population de confession musulmane. Elle propose notamment cinq classes d’apprentissage de langue arabe et d’enseignement de l’islam.
Egalement, une salle de prière est située 2 place Pascal.